# TWiiNS
TWiiNS é um duo pop Eslovaca. O duo é composto pelas gémeas Daniela Nízlová e Veronika Nízlová. Em 2008 foram incluídas como cantoras de fundo para Tereza Kerndlová que representou a República Checa no Festival Eurovisão da Canção 2008. Elas representavam a Eslováquia no Festival Eurovisão da Canção 2011, terminando em 13º lugar na 2ª semifinal.

## Discografia
- 2000 Tweens - Forza Music, CD
- 2001 Máme čas... - Tweens - Forza Music, CD
- 2003 Škrtni zápalkou - Tweens - Forza Music FZ-0046-2-331 EAN 8 588002 302275, CD
- 2005 Láska chce viac - Tweens - Forza Music FZ-0093-2-331 EAN 8 588003 334046, CD
- 2009 Compromise - Twiins - H.O.M.E. EAN 8 588003 554994, CD

### Compilação
- 2006 Okey piánko 4 - Forza Music FZ-0100-2-331 EAN 8 588003 334190, CD - 14. „Láska chce viac“ -  Tweens
- 2008 SK Hity 2008 - H.O.M.E.  HO 0032-2-331 EAN 8 588003 554284, CD - 10. „I don't know“ - TWIINS.